# Tende
Tende (Italiaans, Ligurisch, Brigaskisch en Occitaans: Tenda) is een gemeente in het Franse departement Alpes-Maritimes (regio Provence-Alpes-Côte d'Azur). De plaats maakt deel uit van het arrondissement Nice. Tende telde op 1 januari 2022 1.898 inwoners.

## Geschiedenis
Tende werd vanaf de 11e eeuw bestuurd door de familie Lascaris. De stad werd rijk door tolheffingen op de zouthandel en andere goederen en vormde een onafhankelijk graafschap tot 1581. Toen verwierf het Hertogdom Savoye het graafschap Tende, nadat het eerder al de buurdorpen Breglio en Saorgio (deel van de Nizzardische Landen) had verworven van de Provence.
Toen Breglio en Saorgio in 1860 teruggegeven werden aan Frankrijk, bleef Tende bij Piëmont-Sardinië (de nieuwe naam van het hertogdom Savoye). Een jaar later ging Piëmont-Sardinië op in het verenigde Koninkrijk Italië. Tot de annexatie na een lokaal referendum in 1947 (volgend op de Vrede van Parijs) was Tende onder de naam Tenda een Italiaans dorp.

## Geografie
Tende ligt in de Vallei van de Roia. De oppervlakte van Tende bedroeg op 1 januari 2022 177,47 vierkante kilometer; de bevolkingsdichtheid was toen 10,7 inwoners per km².
De onderstaande kaart toont de ligging van Tende met de belangrijkste infrastructuur en aangrenzende gemeenten.

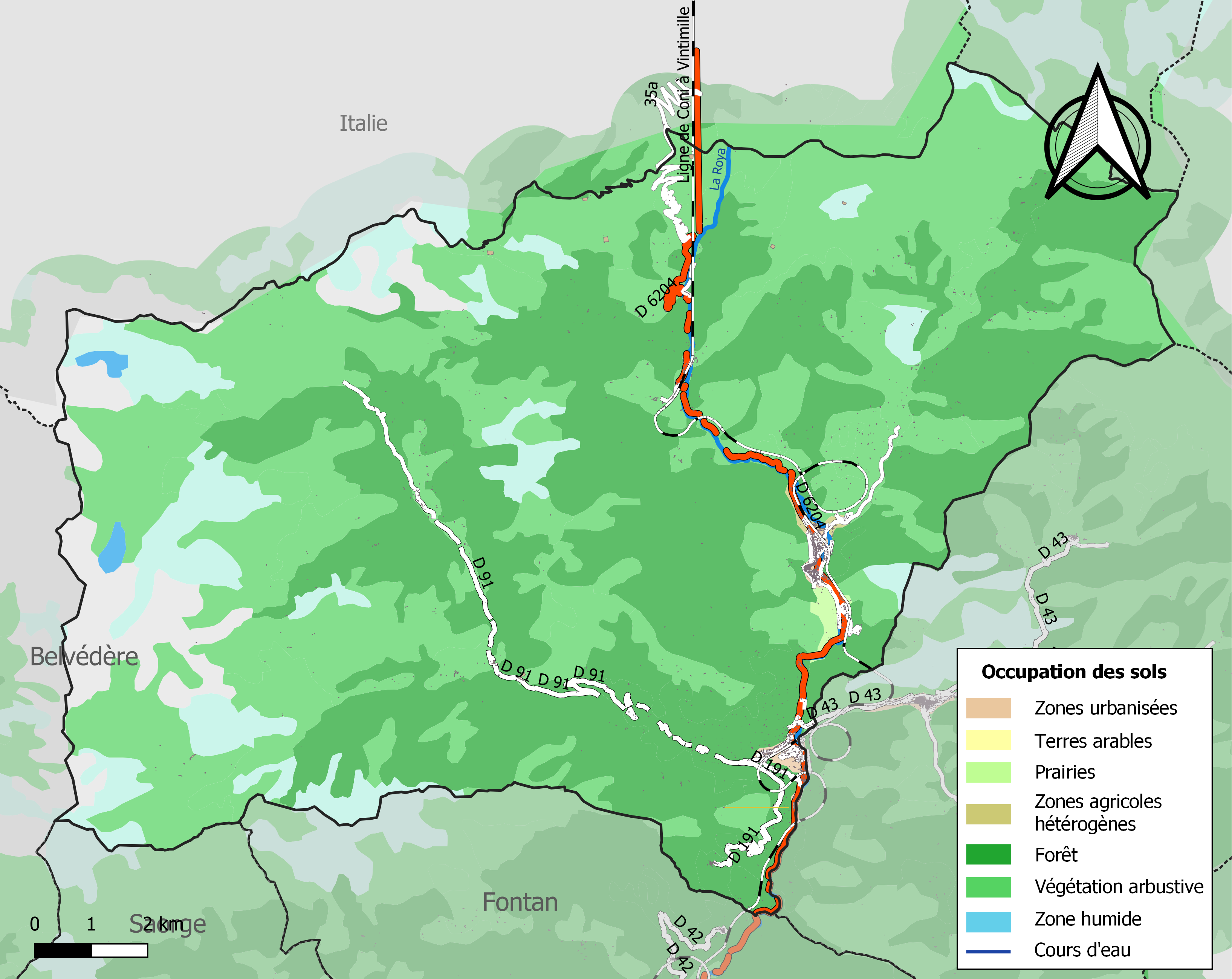

## Verkeer en vervoer
In de gemeente ligt spoorwegstation Tende. De plaats ligt aan de Tendaspoorlijn die de hoofdkam van de Maritieme Alpen kan doorkruisen dankzij de Tendapastunnel.
De E74 verbindt de gemeente via de Tendapastunnel met het Italiaanse Limone Piemonte. De tunnel biedt sinds 1882 een alternatief voor de eeuwenoude Tendapas.

## Demografie
Onderstaande figuur toont het verloop van het inwonertal (bron: INSEE-tellingen).

Vanwege een beveiligingsprobleem met de MediaWiki Graph-software is het momenteel niet mogelijk deze grafiek weer te geven. Zodra de software is bijgewerkt zal de grafiek vanzelf weer zichtbaar worden.

## Bezienswaardigheden
De kerk Notre-Dame de l'Assomption werd ingewijd in 1518 en verving een twaalfde-eeuws romaanse kerk. In een zijkapel werden verschillende graven Lascaris begraven. In de stad bevinden zich ook de ruïnes van het veertiende-eeuwse paleis van de Lascaris en een donjon.
Het Musée Départemental des Merveilles is gewijd aan de archeologie en de etnografie van de streek, waaronder de rotstekeningen in de Vallée des Merveilles.